# Shiba (chien)
 (août 2023).
Pour les articles homonymes, voir Shiba et Inu.
« Shiba Inu » redirige ici. Pour la cryptomonnaie, voir Shiba Inu (cryptomonnaie).
Le shiba (ou shiba inu) est une race de chiens originaire du Japon. C'est un chien de petite taille de type spitz. Race très ancienne, le shiba a failli disparaître au début du XXe siècle, en raison de la concurrence des chiens de chasse anglais. Des efforts de sauvegarde sont entrepris dans les années 1920 afin de conserver le type originel du shiba. Le premier standard est édité en 1934 et en 1937 ; la race est désignée Monument naturel du Japon.
Le shiba inu est un chien ayant une taille et une masse assez réduites puisqu'il mesure en moyenne 38 à 42 cm et pèse environ de 9 à 14 kg. 
Il ne doit pas être confondu avec son cousin l'Akita Inu qui peut lui ressembler en apparence mais qui mesure en moyenne entre 64 et 71 cm pour le mâle et pèse environ entre 35 et 45 kg.

## Historique
En japonais, shiba inu peut signifier « petit (柴, shiba) chien (犬, inu) » mais peut aussi être interprété comme « broussailles (しば) sèches (ドライ) brun (ブラウン) clair (クリア) ».
Le shiba est à l'origine un chien de chasse au petit gibier et aux oiseaux. Le berceau de la race est situé dans les régions montagneuses face à la mer du Japon. Selon les endroits d'où il provenait, il y avait de petites différences physiques entre les sujets de cette race. En effet on distingue trois types de shiba : le shinshū shiba, le mino shiba et le san'in shiba.
Le nom de ces shibas est en lien avec les régions japonaises desquelles ils proviennent :
- le Shinshū Shiba est originaire de la préfecture de Nagano ;
- le Mino Shiba est originaire de Gifu, à proximité des montagnes de Nagano ;
- le San'in Shiba est originaire du sud-ouest du Japon[4].

Durant la révolution industrielle japonaise (1898 à 1912), des setters anglais et des pointers sont importés au Japon et croisés aux shibas. Par ailleurs, les chiens étrangers sont utilisés pour la chasse au détriment des races indigènes. Le type originel devient de plus en plus rare et, entre 1912 et 1926, la race est proche de l'extinction. Vers 1928, des chasseurs et des lettrés entreprennent de sauvegarder les quelques lignées pures. Le Dr Saito se préoccupe notamment de préserver les races de chiens japonais. En 1928, il fonde avec d'autres intellectuels le Nihonken Hozonkai (Nippo), le club de préservation des races japonaises reconnues officiellement. En 1934, le standard de la race est établi. Le 16 décembre 1936, le shiba est déclaré « Monument naturel ».
On compte à l'heure actuelle quatre grandes lignées prédominantes ayant donné naissance à la race shiba : Hakuba no Gen (ou Gen), Korotama (ou Ichisuke), Matsumaru et Tenkou.

### En France
Depuis 2011, le nombre de shiba inu en France ne cesse de croître, passant de 360 individus inscrits au LOF en 2011 à 2 691 en 2021. Cette popularité peut s'expliquer par la passion pour la culture japonaise, les mangas ou les jeux vidéos chez les jeunes. Cet engouement pour la race a aussi un effet néfaste; de nombreux chiens sont abandonnés car ne correspondant pas à l'idée que se font leurs adoptants.

## Standard

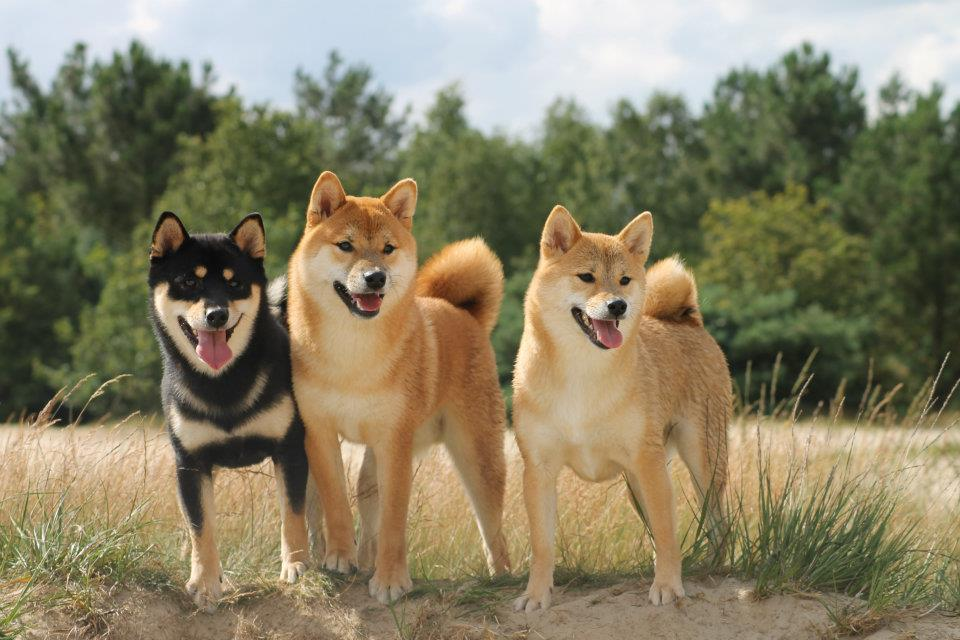
Trois shiba inu, de robe noire et feu (à gauche) et rousse (au centre et à droite).

Le shiba est un chien de petite taille, bien proportionné. De constitution solide, l’ossature et les muscles sont bien développés. Les yeux assez petits sont bridés et de couleur brun foncé. Les oreilles sont relativement petites et de forme triangulaire : elles sont légèrement inclinées vers l’avant et bien dressées. Attachée haut, la queue est épaisse, et portée fermement enroulée ou recourbée en faucille. L’extrémité atteint presque le jarret quand on étend la queue vers le bas.
Le poil de couverture est dur et droit avec un sous-poil doux et dense. Sur la queue, le poil est légèrement plus long et dressé. Les couleurs de robe autorisées par le standard sont le roux, le noir et feu, le sésame, le sésame noir et le sésame rouge ainsi que le blanc/crème qui sont autorisés par le NIPPO pour autant que le chien apporte à la race[réf. souhaitée].
Toutes les robes doivent porter l’urajiro : l'urajiro se définit par la présence de poil blanchâtre sur les faces latérales du museau et sur les joues, sous la mâchoire, sur la gorge, le poitrail et le ventre, à la face inférieure de la queue et à la face interne des membres.

## Caractère

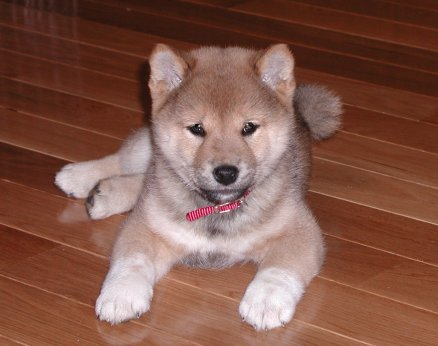
Un chiot de race shiba.

Le standard du shiba le décrit comme un chien fidèle, très attentif, il n'aime pas rester seul et est très éveillé.
Au Japon, on dit de ce petit chien qu'il est « un quart chien, un quart homme, un quart chat et un dernier quart singe ».
Le shiba est un animal particulièrement propre, à ce titre il n'est pas rare de constater qu'à l'âge de huit semaines, un chiot peut être déjà totalement propre et autonome à ce niveau. Cette race semble éviter délibérément les endroits susceptibles de tacher sa robe pour préférer un chemin exempt de salissure.
C'est un chien très intelligent et vif d'esprit, au tempérament joueur cependant il peut se montrer agressif envers d'autres chiens notamment certains molosses tels les bulldogs dont la face inhabituelle peut inspirer peur et réaction imprévue chez les shiba,.

## Santé

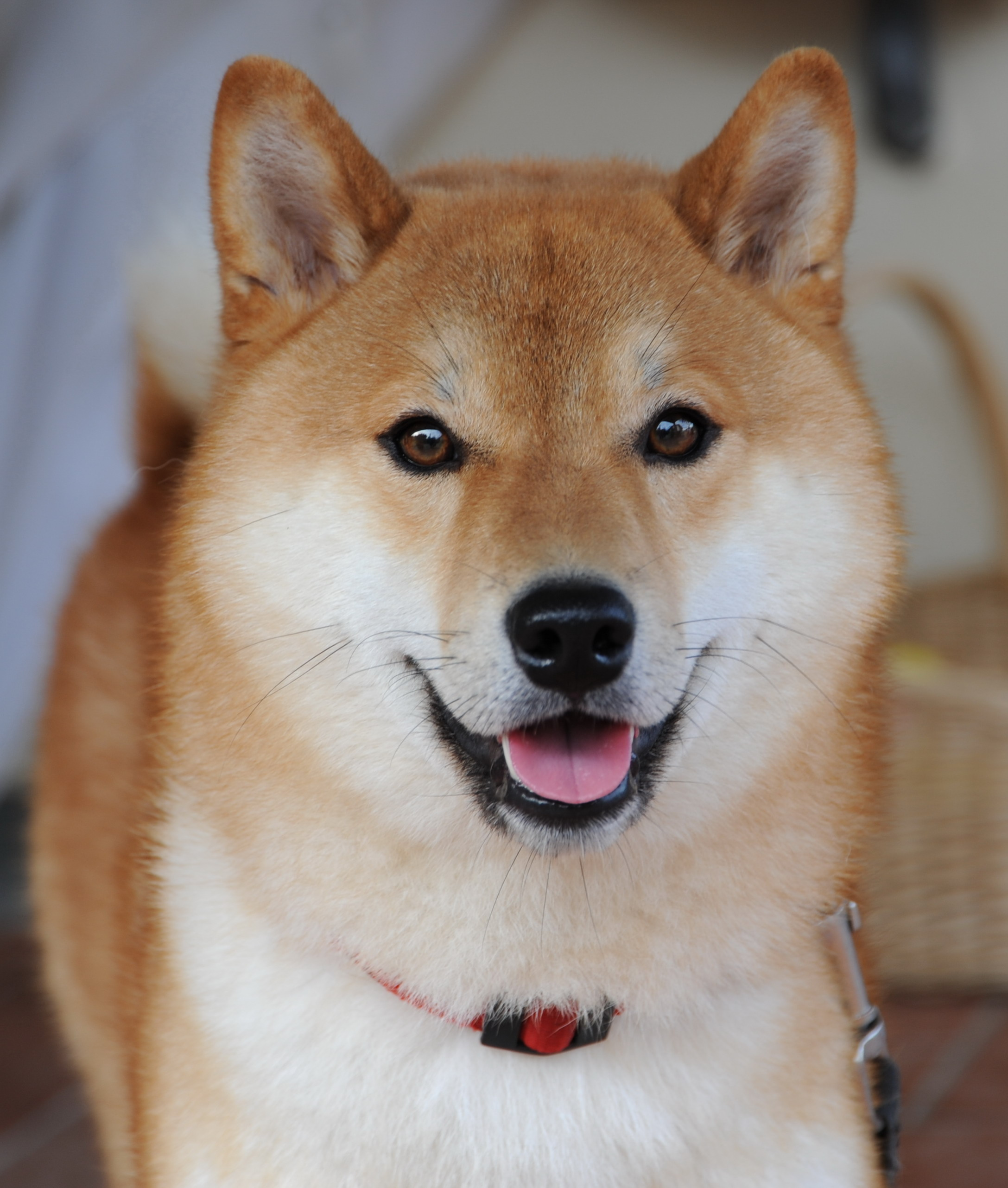
Un Shiba Inu photographié en Italie en 2008.

Dans l'ensemble, le shiba Inu est une race de chien en bonne santé. Les conditions de santé connues pour affecter cette race sont les allergies, le glaucome, les cataractes, la dysplasie de la hanche, l'entropion, et la luxation de la rotule. Des examens articulaires périodiques sont recommandés tout au long de la vie du chien. Les examens oculaires devraient être effectués chaque année car les problèmes oculaires peuvent se développer au fil du temps. À l'âge de deux ans, les Shiba Inus peuvent être considérés comme totalement exempts de problèmes articulaires si aucun n'a été découvert auparavant, car à cet âge le squelette est entièrement développé.
Comme pour la plupart des races de chiens, les shibas doivent être promenés ou autrement exercés quotidiennement.

### Durée de vie
Leur espérance de vie moyenne est de 12 à 15 ans. L'exercice, en particulier les promenades quotidiennes, est préféré pour que cette race puisse vivre une vie longue et saine. Le shiba le plus âgé connu, Pusuke, est mort à l'âge de 26 ans en décembre 2011. Pusuke était le chien le plus vieux connu vivant à l'époque et a vécu 5 ans de moins que le record du monde pour le chien le plus longtemps vivant,.

### Toilettage
Les Shiba Inus sont très propres, donc les besoins en toilettage seront probablement minimes. Ils ont naturellement tendance à détester être mouillés ou baignés, il est donc très important de les y habituer lorsqu'ils sont jeunes. Le pelage d'un Shiba Inu est rugueux (de courte à moyenne longueur), avec le poil de couverture mesurant de 2,5 à 3,2 cm (1 à 1+1⁄4 in) de long, et est naturellement imperméable, donc il y a peu de besoin de bains réguliers. Ils ont un sous-poil épais qui peut les protéger contre des températures bien en dessous de zéro,.
La mue, aussi connue comme le renouvellement du pelage, peut être une nuisance. La mue est la plus importante pendant le changement de saison et particulièrement pendant la saison estivale, mais un brossage quotidien peut tempérer ce problème. Il est recommandé que les propriétaires ne rasent jamais ni ne coupent le pelage d'un Shiba Inu, car le pelage est nécessaire pour les protéger à la fois du froid et des températures chaudes,.

## Dans la culture populaire

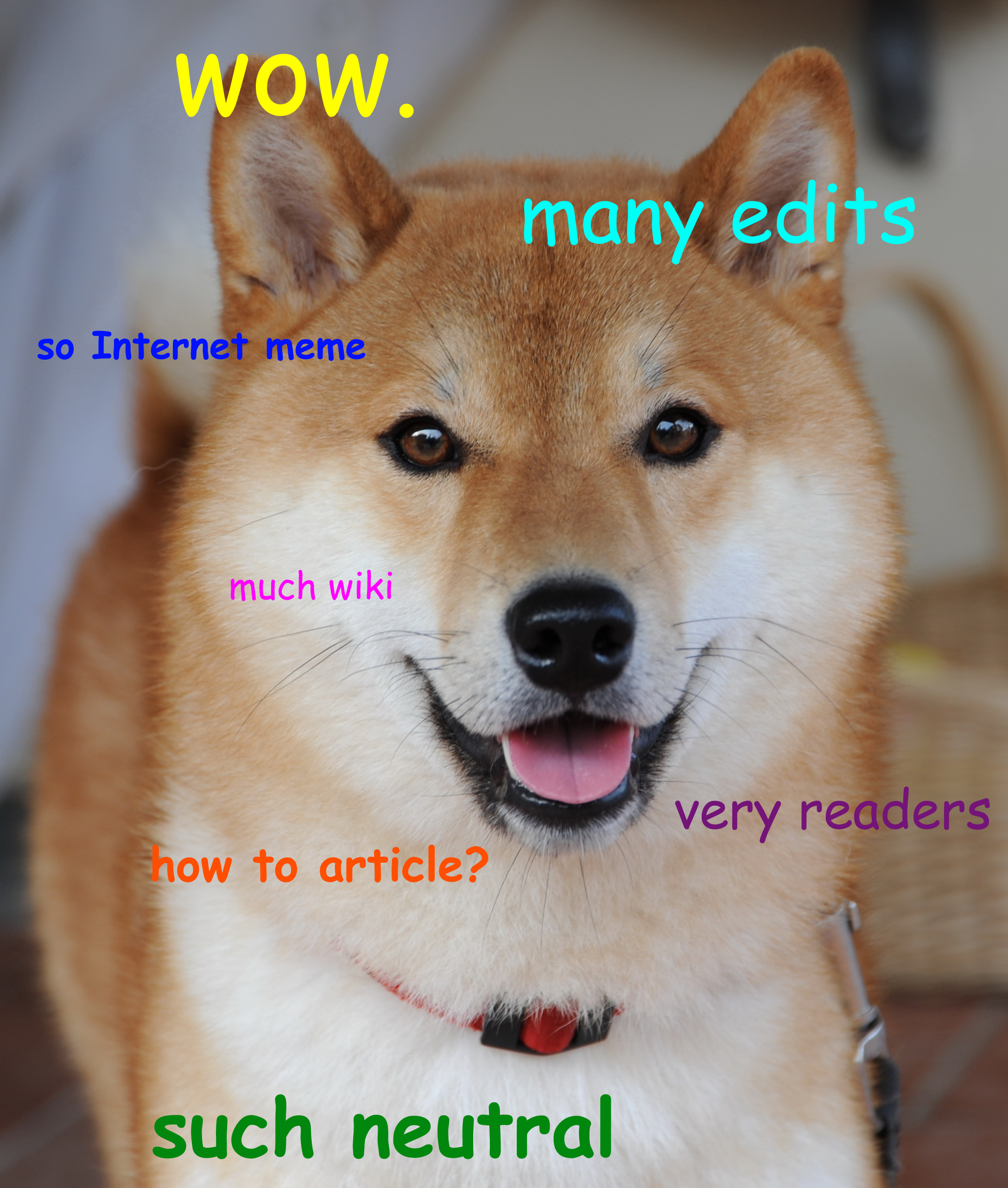
Reprise de l'image du Shiba Inu Taiki afin d'en faire un mème sur le modèle du Doge.

Bien qu'il ne soit pas une race de chien populaire en dehors du Japon, le Shiba Inu est devenu populaire sur Internet. « Doge » est un mème Internet où la photo de Kabosu, une chienne Shiba Inu, et des phrases en Comic Sans MS à visées humoristiques se superposent. Une cryptomonnaie, le Dogecoin, porte un nom dérivé de ce mème et arbore l'image de la chienne. Un autre mème, « cheems » (es), utilisant une photo du Shiba Inu Balltze est devenu populaire en 2017.
Selon Jamie Cohen, professeur adjoint d'études médiatiques au Queens College de l'Université de la Ville de New York, la race de Shiba Inu a eu une présence significative dans la culture en ligne depuis au moins 2010.